# Alhazen (Mondkrater)
Alhazen ist ein Einschlagkrater nahe dem Ostrand auf der Vorderseite des Erdmondes. Er ist durch einen niedrigen Höhenzug mit dem Krater Hansen im Süd-Südosten verbunden. Im Westen erstreckt sich das Mare Crisium.
Alhazen ist nahezu kreisförmig, erscheint von der Erde aus auf Grund von optischer Verzerrung aber stark oval. Die inneren Kraterwände und der Boden sind zerfurcht und unregelmäßig.
Der Mondkrater wurde zu Ehren von Abu Ali al-Hasan ibn al-Haitham benannt

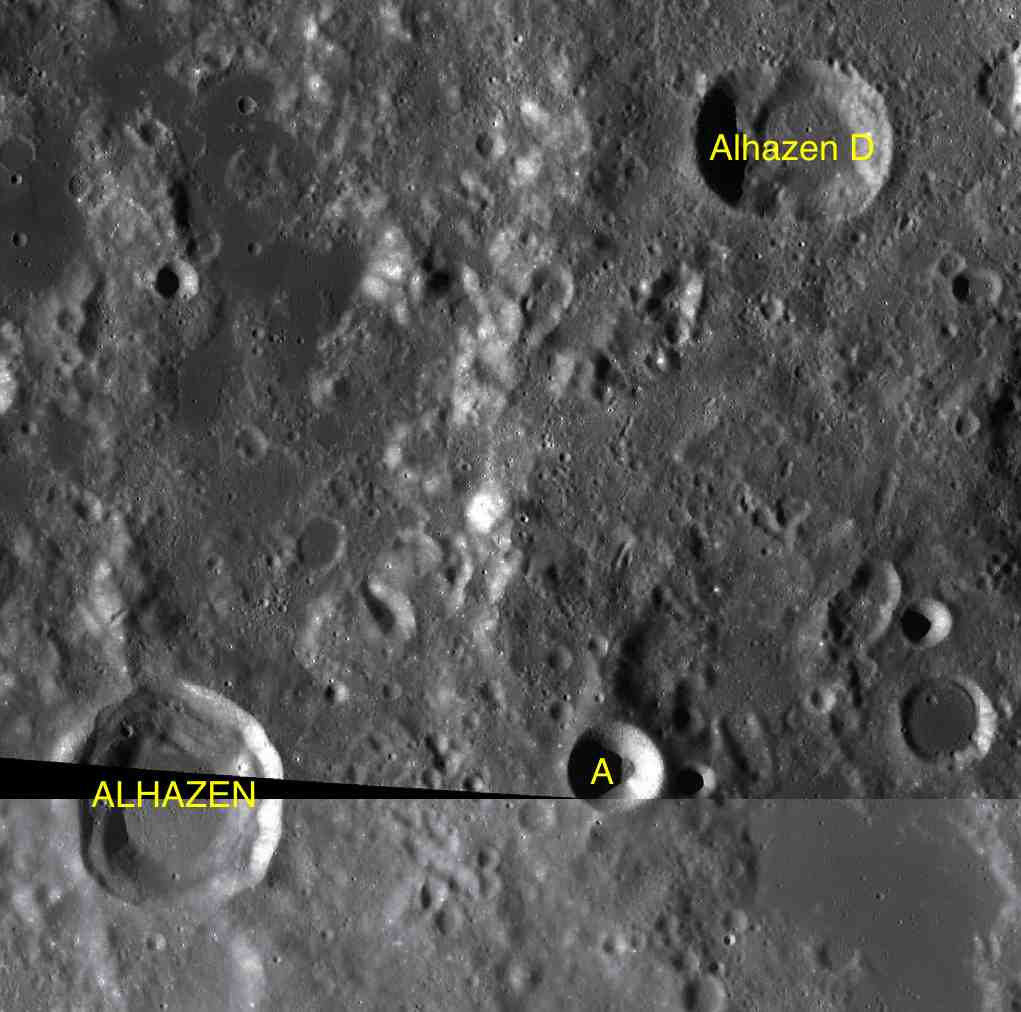
Alhazen und seine Nebenkrater

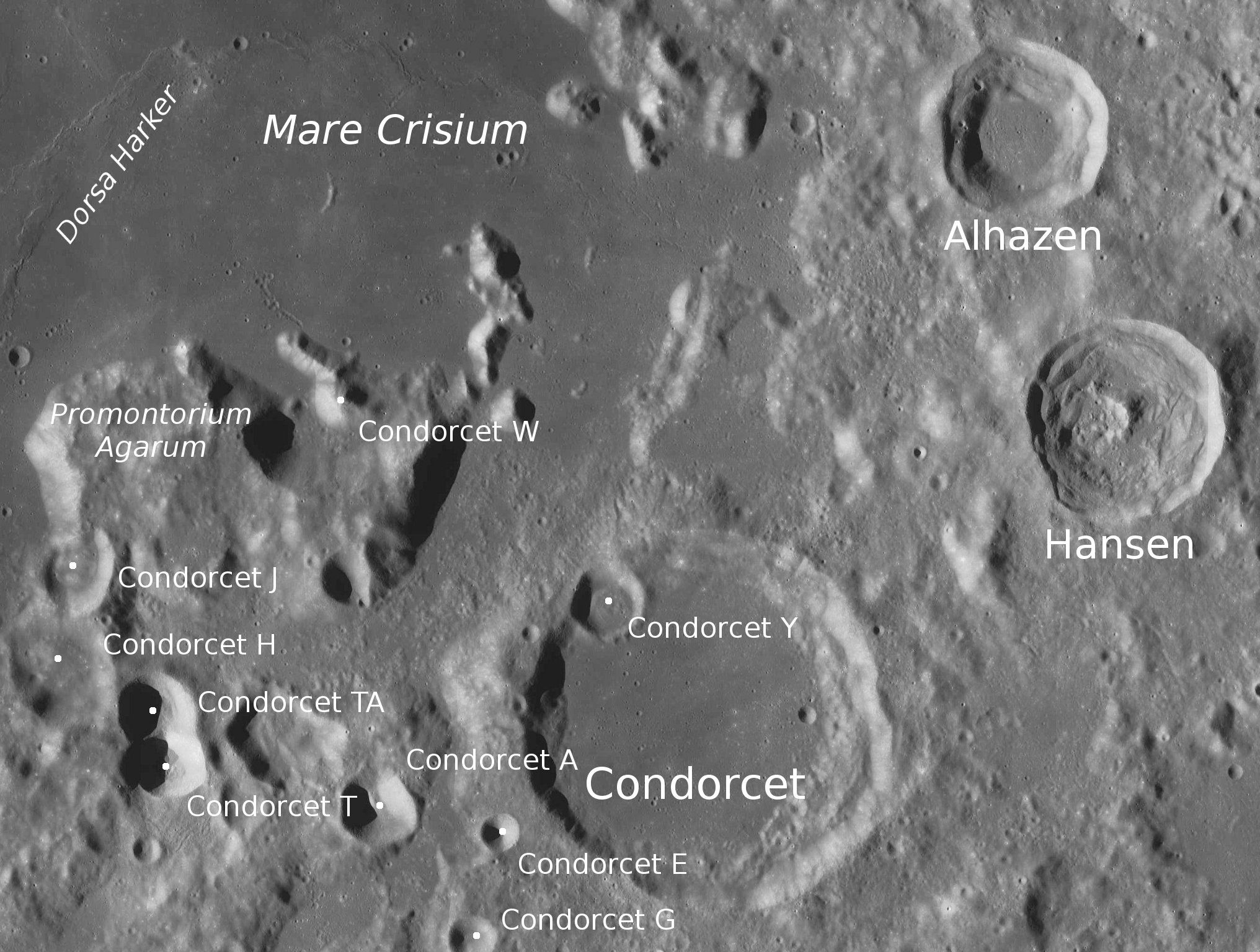
Umgebung von Alhazen (LROC-WAC)

| Buchstabe | Position           | Durchmesser | Link |
| --------- | ------------------ | ----------- | ---- |
| A         | 16,12° N, 74,22° O | 17 km       |      |
| D         | 19,65° N, 75,12° O | 35 km       |      |